# Oncidium barbatum
Espécie epífita muito decorativa. Pseudobulbos largos e ovóides, lateralmente comprimidos e angulosos, de 3 centímetros de altura e de cor verde-brilhante. Folhas curtas de 2 centímetros de comprimento por 2 centímetros de largura, oblongo-lanceoladas e com ápice arredondado. Inflorescências que alcançam até meio metro, flexíveis e graciosamente recurvadas, portando até trinta flores. Flor de 2 centímetros de diâmetro, com pétalas e sépalas de cor acinzentada, maculada de marrom-claro. Labelo trilobado com lóbulos amarelos laterais grandes e vistosos. Lóbulo central encrespado da mesma cor das pétalas e sépalas, mas com margens amarelas bem fimbriadas.
Floresce no outono.